# The Magnificent Seven
The Magnificent Seven (Brasil: Sete Homens e Um Destino) é um filme norte-americano de 1960, do gênero western, dirigido por John Sturges, com roteiro de William Roberts e trilha sonora de Elmer Bernstein. O filme é uma refilmagem no Velho Oeste de Os Sete Samurais (1954) de Akira Kurosawa.

## Sinopse
O filme conta a história de um grupo de mexicanos, residentes em um pequeno vilarejo, e que vivem aterrorizados pelo bandido Calvera e sua gangue, que invade o local com frequência para roubar mantimentos.
Os mexicanos não têm armas, dinheiro e nem tampouco temperamento violento. Visando obter ajuda, três deles deslocam-se até a fronteira, onde encontram Chris e Vin, dois pistoleiros norte-americanos desempregados e que arregimentam mais cinco companheiros, para juntos defenderem o vilarejo.

## Elenco principal
- Yul Brynner .... Chris Adams
- Eli Wallach .... Calvera
- Steve McQueen .... Vin
- Charles Bronson .... Bernardo O'Reilly
- Horst Buchholz .... Chico
- James Coburn .... Britt
- Robert Vaughn .... Lee
- Brad Dexter .... Harry Luck
- Jorge Martínez de Hoyos .... Hilario
- Francisco Roberto de Azevedo .... velho
- Rosenda Monteros .... Petra
- Rico Alaniz .... Sotero
- Natividad Vacío .... Miguel
- Robert J. Wilke .... Wallace

## Principais prêmios e indicações
Oscar 1961 (EUA)
- Indicado na categoria de Melhor Trilha Sonora.

## Continuações
- 1966 - Return of the Seven
- 1969 - Guns of the Magnificent Seven
- 1972 - The Magnificent Seven Ride!